# Jean-Pierre Tempet
Jean-Pierre Tempet (ur. 31 grudnia 1954 w Humbercourt) – francuski piłkarz występujący na pozycji bramkarza.
Z zespołem RC Lens w 1977 zdobył wicemistrzostwo Francji. W latach 1982–1983 rozegrał 5 meczów w pierwszej reprezentacji Francji.